# 上井ゆき野
上井 ゆき野（かみい ゆきの、1985年3月18日 - ）は、東京都出身のヴァイオリニスト。

## 解説
1985年、母親が音楽、父親がスポーツに携わる家庭の長女として誕生。幼少から楽器に触れ、オルガンやキーボード、ハーモニカやリコーダーを愛し、高校ではピアノ、大学ではヴァイオリンを専門に勉強。ソロよりも団体での演奏を好む。2003年にオーケストラ界にデビュー。2004年に室内楽界にデビュー。2005年にJ-pop界にデビュー。以後、オーケストラ及びカルテットを中心に活動。

## 活動スタイル
自らの活動を "シルエットプレイヤー" と呼び、出演情報などを伏せて活動している。